# 四川白珠
四川白珠（学名：Gaultheria cuneata）是杜鹃花科白珠树属的植物，为中国的特有植物。分布于中国大陆的四川、西藏、云南等地，生长于海拔2,000米至2,600米的地区，多生长于疏林中，目前尚未由人工引种栽培。